# Fritz Stolz (Religionswissenschaftler)

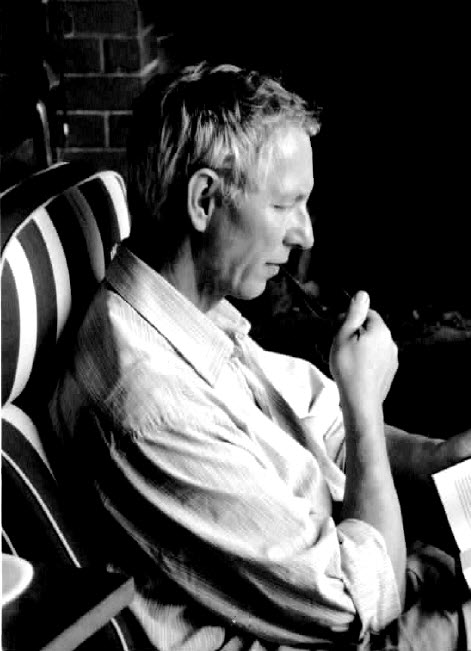
Fritz Stolz

Fritz Stolz (* 16. Juli 1942 in Männedorf; † 10. Dezember 2001) war ein Schweizer Theologe, Professor für allgemeine Religionsgeschichte und Religionswissenschaft an der theologischen Fakultät der Universität Zürich. Er war einer der bekanntesten deutschsprachigen Religionswissenschaftler.

## Leben
Stolz studierte Theologie und Orientalistik in Heidelberg und Zürich und absolvierte darauf sein Vikariat in der Zürcher Landeskirche. 1967 wurde er Assistent von Victor Maag an der Theologischen Fakultät in Zürich. Die Promotion folgte 1969 und bereits zwei Jahre später, 1971, habilitierte Stolz. Danach lehrte er an der Kirchlichen Hochschule Bethel, zunächst als Lektor für Hebräisch, ab 1972 dann als Professor für Altes Testament. Von 1979 bis 1980 war er Rektor. 1980 wechselte Stolz auf das neu geschaffene Ordinariat für allgemeine Religionsgeschichte und Religionswissenschaft an der Universität Zürich. Über 20 Jahre lehrte er in dieser Funktion und klärte nicht nur über das Alte Testament und die Religionsgeschichte auf, sondern leistete darüber hinaus auch wichtige Beiträge zum kritischen Verständnis von Gegenwartsreligion. Er war auch als Mitglied im Forschungsrat tätig und hatte von 1984 bis 1986 die Stelle als Dekan inne.

## Werk
Als Religionswissenschaftler interessierte sich Stolz dafür, wie Religionen den Menschen ermöglichen, auf eine kontrollierte Weise mit dem Unkontrollierbaren umzugehen. Er analysierte, wie und was die Menschen durch Religionen erreichen, sowie worin sie weshalb scheitern. Dabei sei er einer „der wenigen [gewesen], denen es gelungen ist, in überzeugender Weise den inneren Zusammenhang von Religionswissenschaft und Theologie aufzuzeigen: als ungetrennt und unvermischt, unter Wahrung ihrer jeweiligen Integrität und doch zu beiderseitigem Nutzen“, urteilte Klaus Hock in seiner Einführung in die Religionswissenschaft. Fritz Stolz betonte in seiner Lehre ausserdem die Notwendigkeit, die Sprachen zu erlernen, um eine Kultur zu verstehen. Deshalb entwickelte Stolz auch ein Lehrmittel Hebräisch in 53 Tagen. Neben seinen Lehrtätigkeiten schrieb auch den Kriminalroman Kirchgasse 9.

## Wirkung
Seit 2011 vergibt die Schweizerische Gesellschaft für Religionswissenschaft den "Fritz Stolz-Preis" für hervorragende Abschlussarbeiten in Religionswissenschaft.

## Schriften
- Strukturen und Figuren im Kult von Jerusalem. Walter de Gruyter & Co., Berlin 1970, ISBN 3-11-006446-4.
- Bibel ohne Illusionen. TVZ., Zürich 1971.
- Interpreting the Old Testament. SCM Press LTD., London 1975, ISBN 0-334-00668-6.
- Jahwes und Israels Kriege: Kriegstheorien und Kriegserfahrungen im Glauben des alten Israel (AThANT 60). Theologischer Verlag, Zürich 1972, ISBN 3-290-12060-0.
- Psalmen im nachkultischen Raum. Theologischer Verlag, Zürich 1983, ISBN 3-290-17129-9.
- Christentum. Vandenhoeck und Ruprecht, Göttingen 1985, ISBN 3-525-77806-6.
- Grundzüge der Religionswissenschaft. Vandenhoeck und Ruprecht, Göttingen 1988 (Kleine Vandenhoeck-Reihe 1527) ISBN 3-525-33535-0. 2. Auflage 1997, ISBN 3-525-03291-9.
- Einführung in den biblischen Monotheismus. WBG, Darmstadt 1996, ISBN 3-534-10512-5.
- Kirchgasse 9: Ein theologischer Kriminalroman. Pano, Zürich 1997, ISBN 3-9520323-3-6.
- Weltbilder der Religionen: Kultur und Natur, Diesseits und Jenseits, Kontrollierbares und Unkontrollierbares. Pano, Zürich 2001, ISBN 3-907576-35-7.
- Religion und Rekonstruktion. Ausgewählte Aufsätze. Hrsg. Daria Pezzoli-Olgiati. Vandenhoeck und Ruprecht, Göttingen 2004, ISBN 3-525-58169-6.